# Austin Falk
Austin Falk (* 20. prosince 1993) je americký herec,
který je nejvíce známý rolí Nashe v sitcomu 2 Socky. Další významnější film, v němž se objevil, byl hororovém snímek Tales of Halloween. V roce 2015 hrál v seriálu Nešika.
Pochází z Kanady. Má bratra Alexe a je ženatý s Allison Falk. V soukromí se věnuje sportu a zpěvu.